# Collinée
Collinée (tiếng Breton: Koedlinez, Gallo: Coètneiz) là một xã của tỉnh Côtes-d'Armor, thuộc vùng Bretagne, tây bắc Pháp.

## Dân số
Người dân ở Collinée được gọi là Collinéens.